# Kriechendes Netzblatt
Das Kriechende Netzblatt (Goodyera repens) aus der Gattung Netzblatt (Goodyera) ist die einzige immergrüne Pflanzenart aus der Familie der Orchideen (Orchidaceae) im deutschsprachigen Raum. Sie wurzelt edaphisch in moosigen Kiefernwäldern und kommt in Deutschland regional verbreitet, insgesamt jedoch selten vor.

## Beschreibung

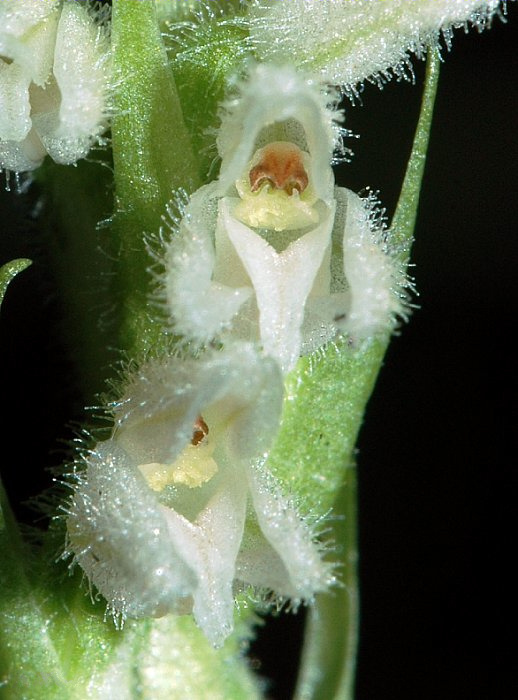
Kriechendes Netzblatt
(Goodyera repens)
Blüten.

Das Kriechende Netzblatt ist ein unscheinbarer, zierlicher, immergrüner und mehrjährig krautig wachsender Geophyt, der Rhizome als Überdauerungsorgane bildet und Wuchshöhen von etwa 5 bis 30 Zentimetern erreicht.
Die Pflanze wurzelt oberflächennah in Moos und Humus. Sie vermehrt sich sehr stark vegetativ durch Seitentriebe des kriechenden Rhizoms. Ein neuer Trieb wächst oft über Jahre hinweg bis zur Blüte heran und stirbt danach ab. Aufgrund dieses Wachstumszyklus ist das Kriechende Netzblatt die einzige immergrüne heimische Orchidee.
Drei bis acht ganzjährig sichtbare Laubblätter stehen gedrängt am Stängelgrund. Die gestielten Blätter haben, im Unterschied zu den meisten anderen einkeimblättrigen Pflanzen, eine deutlich sichtbare netzadrige Struktur.
Der schlanke, meist etwas einseitig ausgerichtete, ährige Blütenstand, samt Blütenstängel, ist behaart und trägt einige Hochblätter.
Die kleinen, weißen Blüten sind ebenfalls stark papillös behaart. Die Blütenhüllblätter neigen sich glockig zusammen. Die Lippe ist etwa 4 mm lang, im hinteren Teil bauchig und nach vorne rinnig, spitz auslaufend und abwärts gebogen.
Die Blütezeit beginnt Mitte Juni und erstreckt sich bis Mitte August.
Die Chromosomenzahl der Art ist 2n = 30 oder 40.

## Ökologie
Das Kriechende Netzblatt ist ein immergrüner Hemikryptophyt. Das Rhizom kriecht im Moos oder Humus und ist nicht scharf von den Luftsprossen abgegrenzt. Die Blütentriebe sterben kurz nach der Blüte zusammen mit der dazugehörigen Blattrosette ab. Es ist die einzige immergrüne Orchidee Deutschlands. Knollen sind nicht vorhanden. Die Pflanze lebt mit einem Mykorrhizapilz in endotropher Mykorrhiza vom Orchideentyp zusammen. Der Pilz ist ein Vertreter der Formgattung Rhizoctonia (Hyphomycetes), zu der auch u. a. der Erreger der Rübenfäule gehört.
Die Blüten sind Nektar führende Lippenblumen vom Orchis-Typ. Die süßlich riechenden Blüten stehen in lichtwendigen vielblütigen Trauben; ihre Pollinien sind granulär. Die Bestäubung erfolgt durch Hummeln. Die Blütezeit beginnt Mitte Juni und erstreckt sich bis Mitte August.
Die Früchte sind Streukapseln, die Samen von nur 0,002 mg Gewicht entlassen; diese gehören damit zu den leichtesten Samen des Pflanzenreichs und verbreiten sich als Körnchenflieger. Fruchtreife ist im Oktober.
Die vegetative Vermehrung ist lebhaft und erfolgt durch ausläuferartige Seitentriebe des kriechenden Rhizoms.

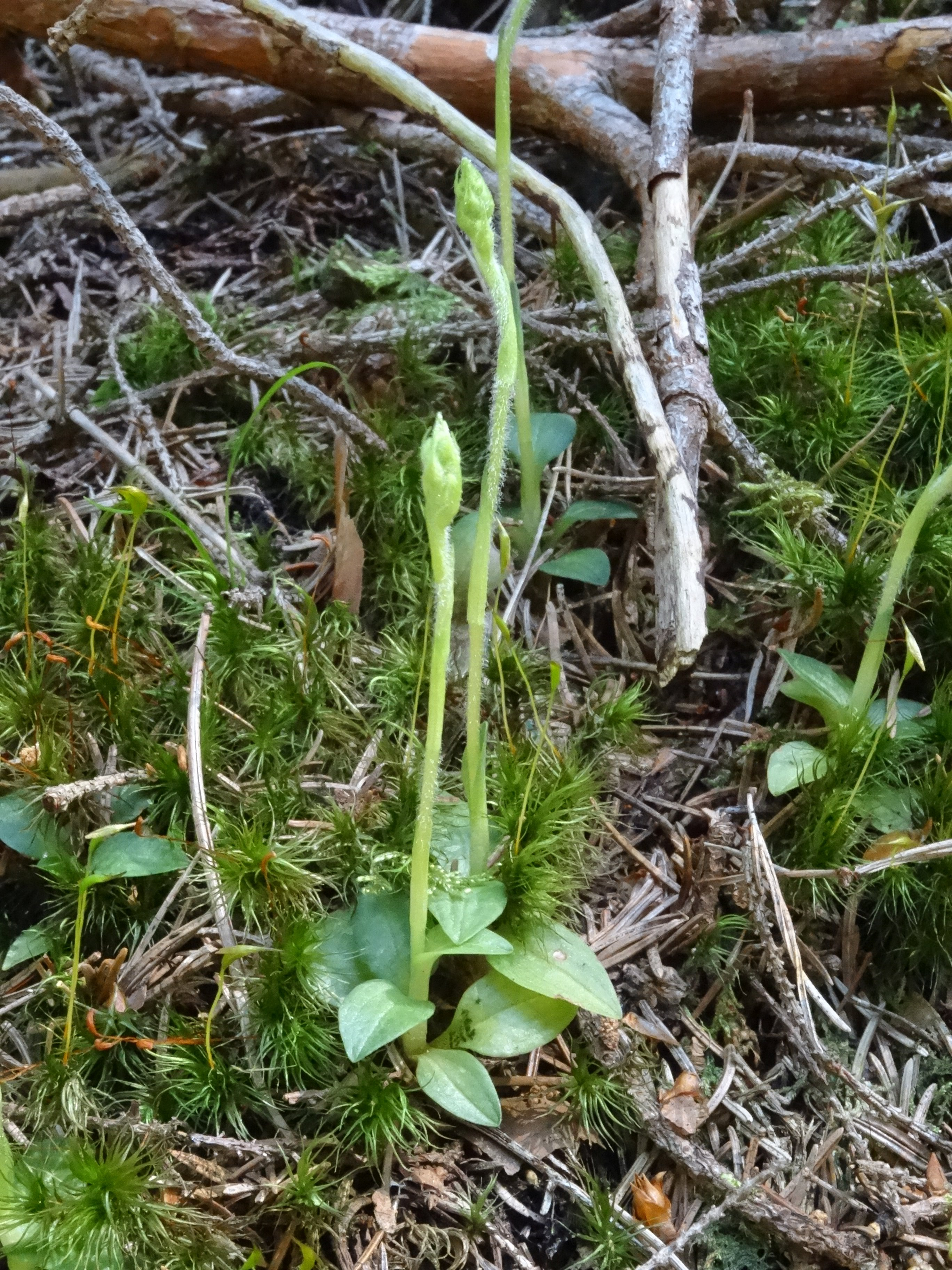
Kriechendes Netzblatt (Goodyera repens) im moosreichen Kiefernwald der Reinsberge, Kleinbreitenbacher Tal

In Mitteleuropa wurde ihr Vorkommen durch menschliche Waldwirtschaft begünstigt, insbesondere durch neuzeitliche Kiefernaufforstungen.
Das Kriechende Netzblatt wächst in moosreichen, mäßig feuchten bis mäßig trockenen Nadelwäldern, meist Kiefern- oder Lärchenwäldern, seltener in Mischwäldern. Dabei bevorzugt es lichte oder halbschattige Stellen. In Mitteleuropa kommt es vorwiegend auf basenreichen Böden vor.

## Verbreitung
Das Verbreitungsgebiet der Art ist sehr groß. Es umfasst zirkumpolar die gesamte boreale Zone der nördlichen Hemisphäre und strahlt in den Gebirgen der gemäßigten bis meridionalen Zonen südlich aus. Das Kriechende Netzblatt kommt in Europa mit Ausnahme der mediterranen Gebiete, in Kaukasien, in Zentralasien, im Himalaya, in den ostasiatischen Gebirgen sowie in der borealen Zone und in den Gebirgen Nordamerikas vor. Die Art fehlt in Europa nur in den Ländern Portugal, Irland, Island, Albanien, Griechenland, Bulgarien, Moldau und im europäischen Teil der Türkei. In Belgien kommt sie nur eingeschleppt vor.
Deutschland
In Deutschland liegen die Verbreitungsschwerpunkte in den Bayerischen Alpen, im Schwäbischen und Fränkischen Jura, in Thüringen, Nordosthessen und Unterfranken. Außerhalb dieses Verbreitungsgebietes ist sie in Deutschland nur noch selten anzutreffen.
Schweiz
Die dichteren Verbreitungsgebiete in der Schweiz liegen zwischen den Flüssen Aare und Rhone, Rhein und Inn. In den Alpentälern ist sie oft mit der Besenheide vergesellschaftet. Im Voralpenland und Schweizer Jura ist es nur zerstreut zu finden.

## Standorte und Verbreitung in Mitteleuropa

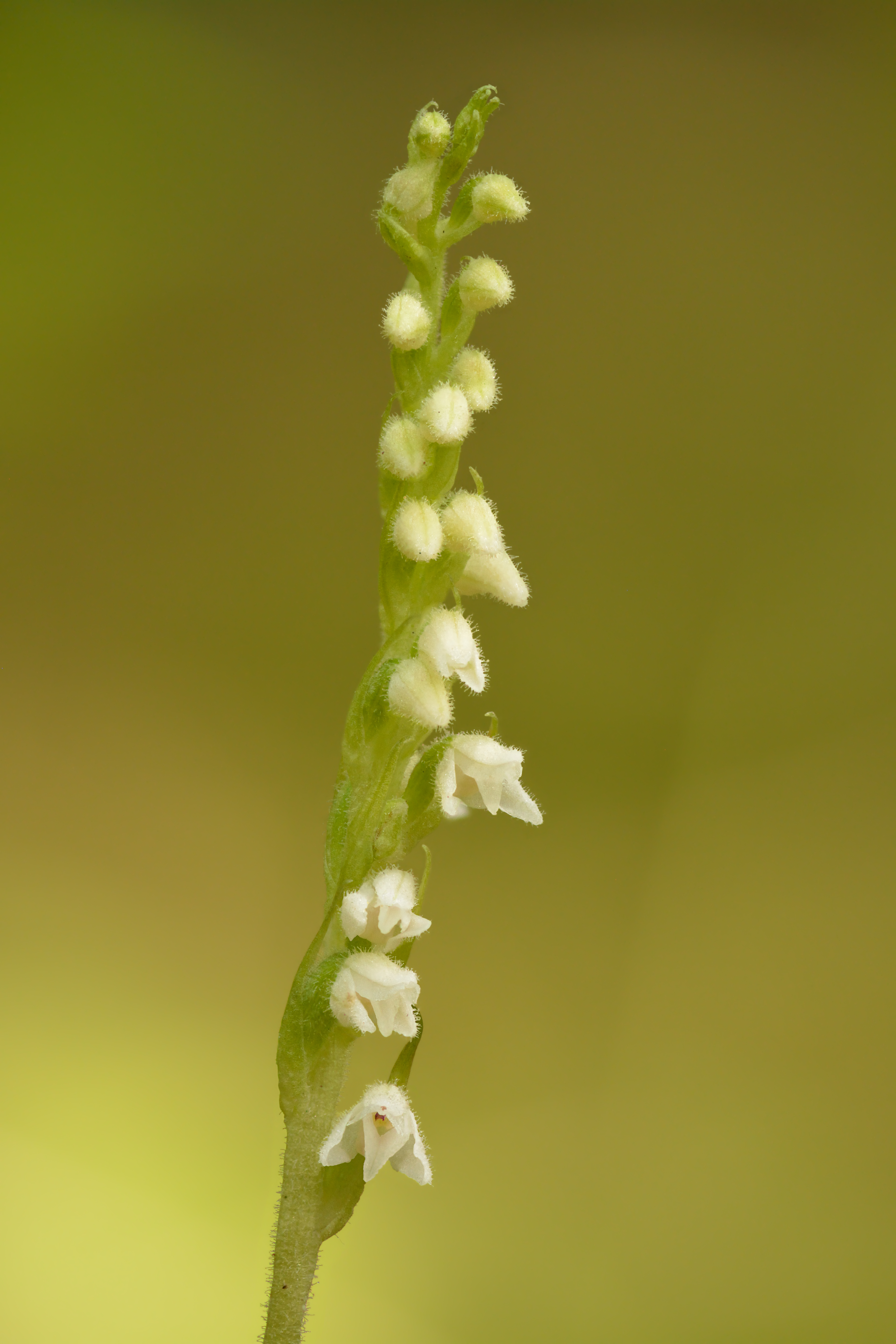
Blütenstand

Das Kriechende Netzblatt braucht trockenen und zumindest oberflächlich entkalkten Boden mit einer Rohhumusauflage, die sich nur schwer zersetzt. Es erträgt schon mäßig hohe Konzentrationen an Stickstoff nicht.
Es besiedelt Fichten- und Kiefernwälder, in den Alpen auch Bach begleitende Gebüsche. Es bevorzugt Lagen mit trockenen Sommern oder mit „physiologisch“ trockenen Böden, wie sie als entkalkte Lehme über verkarsteten Kalken vorkommen.
Im Tiefland westlich der Elbe tritt es nur vereinzelt auf; im Tiefland östlich der Elbe ist es häufiger anzutreffen, aber insgesamt – wie auch andernorts – selten, und in großen Gebieten Mitteleuropas fehlt es. Es steigt in den Alpen bis 2000 m auf. In den Allgäuer Alpen kommt es im Tiroler Teil am Weg von Elbigenalp zum Bernhardseck bis zu 1500 m Meereshöhe vor. Nach Baumann und Künkele hat die Art in den Alpenländern folgende Höhengrenzen: Deutschland 5–2070 Meter, Frankreich 0–1900 Meter, Schweiz 380–1850 Meter, Liechtenstein 560–1650 Meter, Österreich 300–2070 Meter, Italien 360–2045 Meter, Slowenien 350–1000 Meter. In Europa steigt sie bis 2070 Meter hoch, im Himalaja bis 4000 Meter Meereshöhe.
Die ökologischen Zeigerwerte nach Landolt et al. 2010 sind in der Schweiz: Feuchtezahl F = 2 (mäßig trocken), Lichtzahl L = 2 (schattig), Reaktionszahl R = 2 (sauer), Temperaturzahl T = 3 (montan), Nährstoffzahl N = 1 (sehr nährstoffarm), Kontinentalitätszahl K = 4 (subkontinental).

## Naturschutz und Gefährdung

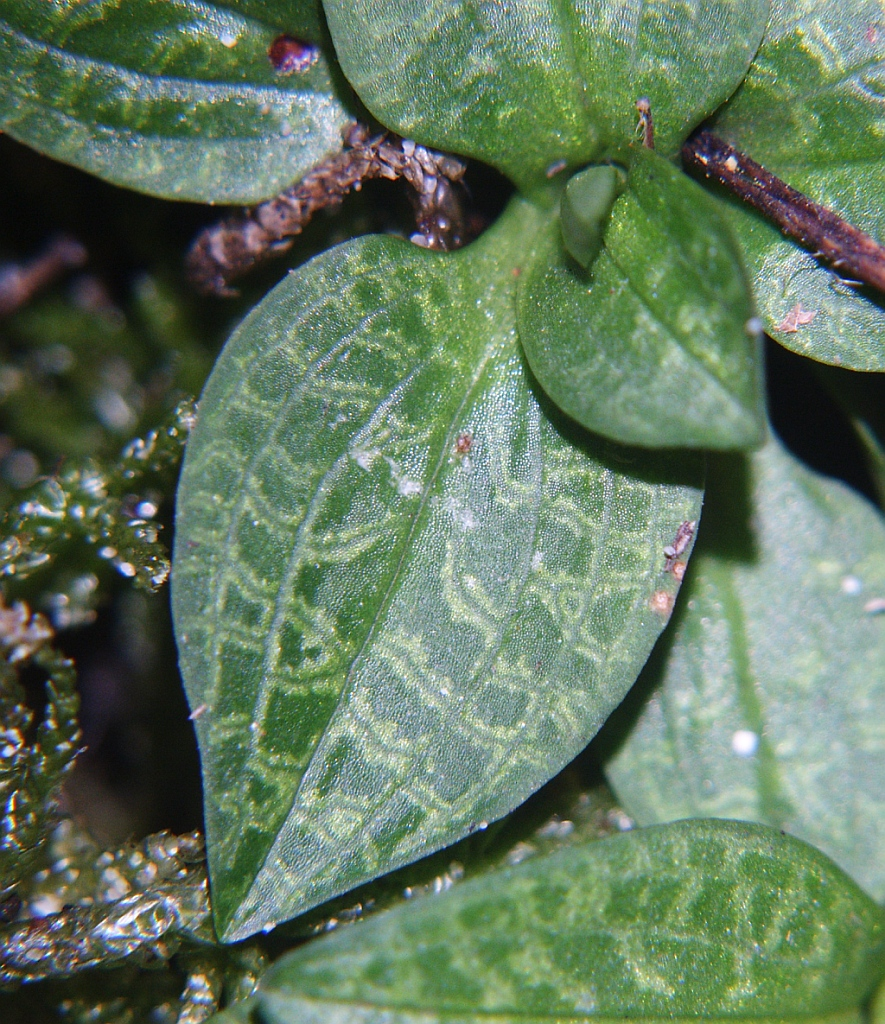
Kriechendes Netzblatt
(Goodyera repens)
Blattdetail.

Wie alle in Europa vorkommenden Orchideenarten steht auch das Kriechende Netzblatt unter strengem Schutz europäischer und nationaler Gesetze. Die Art ist in Deutschland durch die BArtSchV besonders geschützt.
- Rote Listen:

- Rote Liste Deutschland: –
- Rote Liste Bundesländer: Baden-Württemberg: V, Bayern: 3, Brandenburg: 0, Berlin: 0, Hamburg: 0, Hessen: 3, Mecklenburg-Vorpommern: 1, Niedersachsen/Bremen: 1, Nordrhein-Westfalen: n, Rheinland-Pfalz: 3, Saarland: 1, Sachsen: 0, Sachsen-Anhalt: 2, Schleswig-Holstein: 0, Thüringen: 2.
- Rote Liste Schweiz: „Potenziell gefährdet“.

Das Kriechende Netzblatt ist an Sekundärstandorten insbesondere durch die natürliche Sukzession bedroht. Wenn Kiefernwälder von Laubgehölzen unterwandert werden und sich schließlich zu Mischwäldern entwickeln, verschwindet die Orchideenart sehr schnell.
Um die Öffentlichkeit auf seine Schutzwürdigkeit hinzuweisen, wurde das Kriechendes Netzblatt von den Arbeitskreisen Heimische Orchideen (AHOs) für das Jahr 2021 zur Orchidee des Jahres gewählt.

## Systematik
Der schwedische Botaniker Carl von Linné gab der Art 1753 in seinem Werk Species Plantarum Band 2, Seite 945 den Namen Satyrium repens. Der schottische Botaniker Robert Brown bezog sich 1813 auf dieses Basionym, ordnete die Pflanzenart jedoch in Hortus Kewensis Band 5, Seite 198 als Goodyera repens (L.) R.Br. in die Gattung Goodyera ein.
Daneben gibt es noch weitere Synonyme:
| - Epipactis repens (L.) Crantz 1769 - Serapias repens (L.) Vill. 1787 - Neottia repens (L.) Sw. 1800 - Orchis repens (L.) Eyster ex Poir. 1805 - Peramium repens (L.) Salisb. 1812 | - Tussaca secunda Raf. 1814 - Gonogona repens (L.) Link 1822 - Elasmatium repens (L.) Dulac 1867 - Orchiodes repens (L.) Kuntze 1891 |

## Bildergalerie

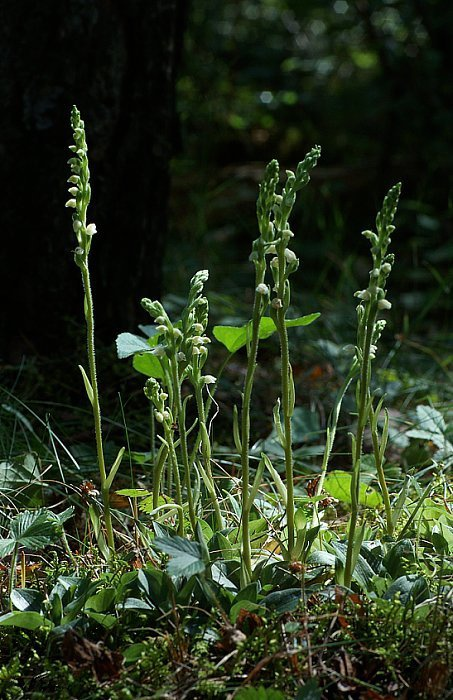
Kriechendes Netzblatt (Goodyera repens) Kleiner Bestand
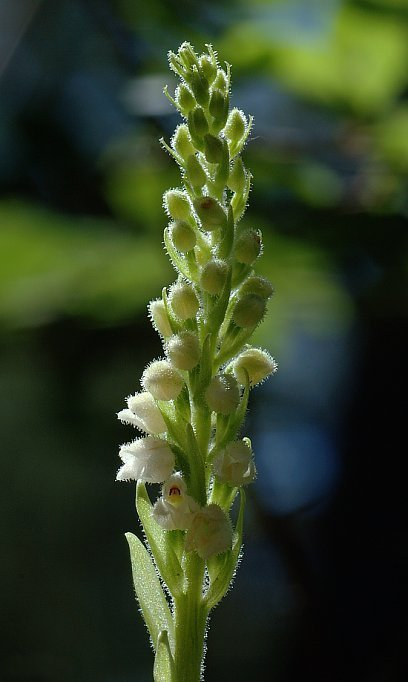
Kriechendes Netzblatt (Goodyera repens) Blütenstand
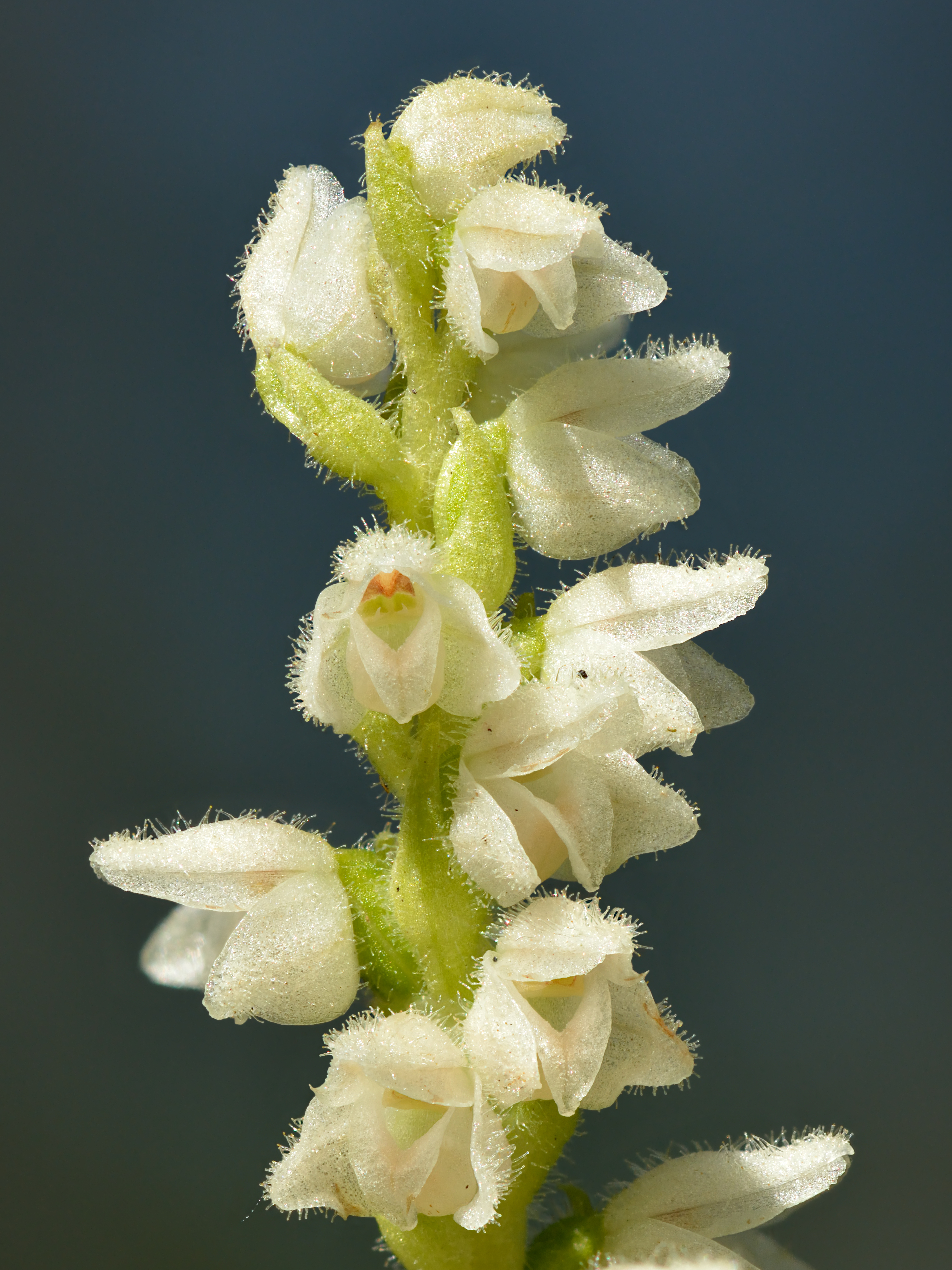
Kriechendes Netzblatt (Goodyera repens) Blüten
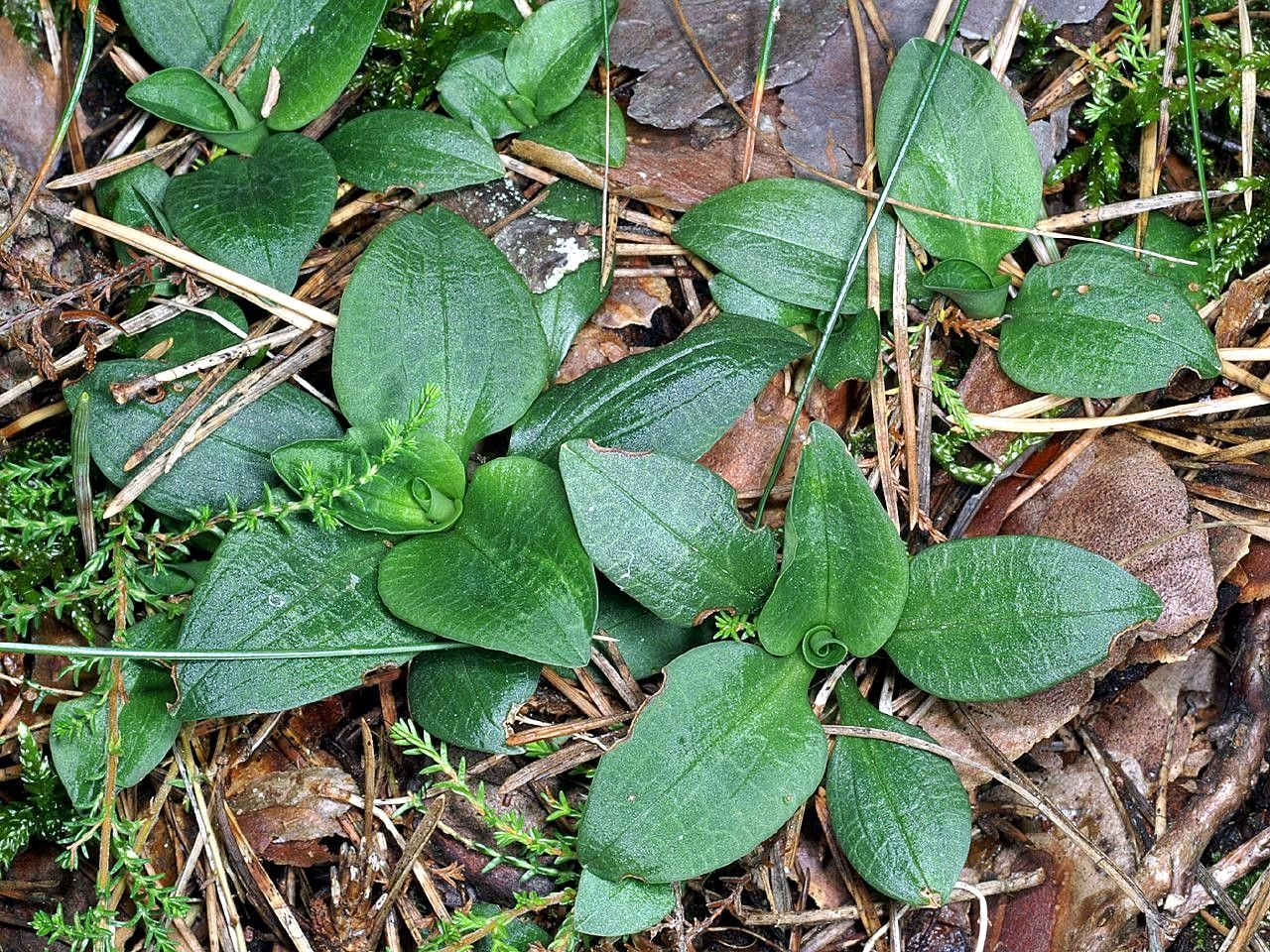
Kriechendes Netzblatt (Goodyera repens) Blätter
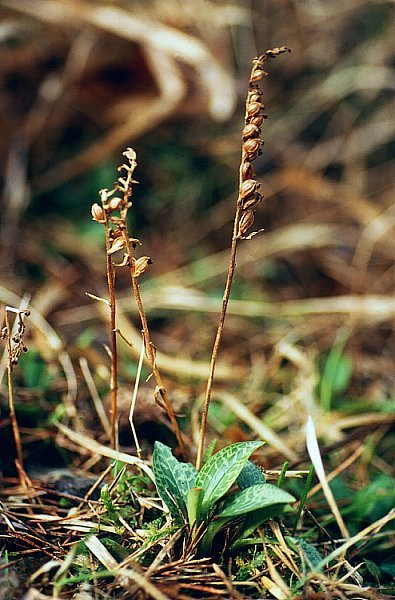
Kriechendes Netzblatt (Goodyera repens) Fruchtstände und junge Blätter
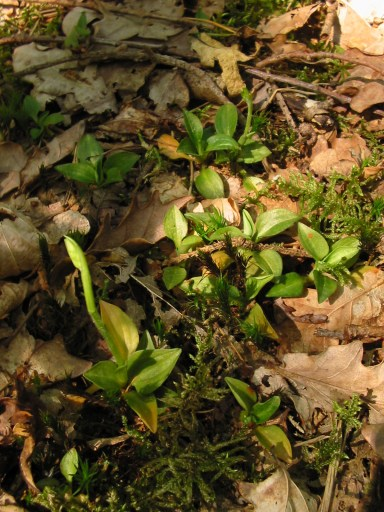
Kriechendes Netzblatt (Goodyera repens) Knospige Pflanze
Kriechendes Netzblatt (Goodyera repens)
Kriechendes Netzblatt (Goodyera repens) Blattrosette